# Vicious White Kids
A Vicious White Kids foi uma banda britânica de punk rock. Esta banda foi criada para fazer apenas um único show, que ocorreu no dia 15 de agosto de 1978, no Electric Ballroom em Londres. Sid Vicious, o baixista do Sex Pistols, foi o vocalista líder da banda. Vale lembrar que esta foi a sua última apresentação na Inglaterra, pois ele morreu de overdose de heroína apenas seis meses depois.
Sid Vicious precisava de fundos, pois estava pensando muito em ir para Nova Iorque. Então, um dia, logo após se encontrar com Glen Matlock, eles decidiram fazer um show juntos para que Sid ganhasse um pouco de dinheiro. Matlock, que havia sido substituído por Vicious no Sex Pistols, viu isso como sendo uma ótima oportunidade de "mostrar que não havia animosidade entre eles", segundo suas próprias palavras.
Para este único show da banda, Glen Matlock recrutou o guitarrista Steve New, que havia tocado com ele na banda "Rich Kid", e recrutou também o baterista Rat Scabies, famoso por tocar bateria no "The Damned". Durante os ensaios da banda, Nancy Spungen fez o backing vocal em todas as músicas. Glen Matlock, ao perceber o quão horrível era a voz de Nancy, fez questão de desligar o microfone dela no dia do show. Dessa forma, a voz de Nancy não pôde ser ouvida durante toda a apresentação.
A gravação de todo o show (que conta com as músicas "My Way" e "I Wanna Be Your Dog", um cover de Frank Sinatra e The Stooges, respectivamente. Foi lançada diversas vezes: em 1991, a gravação deste show foi lançada pela DeLorean Records; em 1993, pela Receiver Records; em 2002, pela Castle Records; e em 2007, pela Sanctuary Records. O relançamento de 2007, conta também com uma longa entrevista de Glen Matlock e Rat Scabies.
Após o relançamento de 2007, o Belfast Telegraph, um jornal diário da Irlanda do Norte, afirmou que as músicas são "cruas e maravilhosamente caóticas".

## Discografia selecionada
A única gravação desta banda foi relançada diversas vezes.

### The Vicious White Kids featuring Sid Vicious, 1991

#### Faixas
1. "C'mon Everybody"
2. "Steppin' Stone"
3. "Don't Gimme No Lip"
4. "I Wanna Be Your Dog"
5. "Belsen Was A Gas"
6. "Chatterbox"
7. "Tight Pants (Shake Appeal)"
8. "Somethin' Else"
9. "My Way"
10. Entrevista com Glen Matlock e Rat Scabies.

## Ligação externa
- Entrevista com Rat Scabies a respeito da "Vicious White Kids" pela trakMARX, revista on-line.